# Песня о дружбе (мультфильм, 1957)
«Песня о дружбе» — короткометражный мультипликационный фильм.
Фильм-плакат, созданный в 1957 году к VI Всемирному фестивалю молодёжи и студентов в Москве.

## Создатели
| Сценарий               | Иван Иванов-Вано                  |
| режиссёры              | Иван Иванов-Вано, Михаил Ботов    |
| художники-постановщики | Анатолий Курицын, Евгений Мигунов |
| Композитор             | Семён Бендерский                  |
| оператор               | Михаил Друян                      |
| звукооператор          | Георгий Мартынюк                  |

## Награды
- 1974 — VII Всесоюзный кинофестиваль в Баку — Поощрительный диплом «За благородство темы и интересное использование детских рисунков»